# Krković
Krković je selo u Hrvatskoj.

## Zemljopis
Krković se nalazi na +43° 54' 2.65", +15° 48' 35.43". Od Šibenika je cestovno udaljen 27.7 kilometara, a autocestom 28.8 kilometara. Udaljenost od Vodica je 16.5 kilometara, a od Skradina 18.8 kilometara.
Udaljenosti do nekih drugih mjesta: 
Ulaz na autocestu;
- čvor Pirovac = 4.3 km
- Split (autocestom) = 96 km
- Zadar (autocestom) = 59.3 km
- Dubrovnik = 325 km
- Rijeka = 314 km
- Zagreb = 315 km
- Zračna luka Split-Kaštela (autocestom) = 75.3 km
- Zračna luka Zadar(autocestom) = 54.2 km

## Stanovništvo
Naselje ima prema popisu iz 2001. godine u 71 kućanstvu 220 stanovnika od toga muških 118 i ženskih 102. Od tog broja stanovnika od 0-14 godina ima 45. Stanovnika od 15-29 godina ima 35. 76 stanovnika ima od 30 do 54 godine, a 64 osobe ima 55 i više godina. Prosječna starost cijele općine Skradin je 44,4 godine, sto je vrlo zabrinjavajuće. Godine 1991. Krković je imao 261 stanovnika. U Krkoviću prevladava prezime Periša i Bilić, ali tu su još i Šimić, Hrstić, Šerkinić
| broj stanovnika | 88    |       | 64    | 91    | 104   | 153   | 170   | 193   | 248   | 291   | 298   | 268   | 264   | 261   | 220   | 189   | 151   |
|                 | 1857. | 1869. | 1880. | 1890. | 1900. | 1910. | 1921. | 1931. | 1948. | 1953. | 1961. | 1971. | 1981. | 1991. | 2001. | 2011. | 2021. |

## Povijest
Samo naselje potječe iz srednjeg vijeka. Njegov naziv ili ime podsjeća na prezime koje se sačuvalo u nazivu sela. Sedamdesetih godina prošlog stoljeća ljudi su pomalo napustali stara ognjišta u dolini i naseljavali se na visoravan iznad starog naselja, uz glavnu prometnicu. Tako danas razlikujemo Staro selo i Novo selo. Zbog različitih povijesnih zbivanja kroz vrijeme Krković i okolica su bogati razlicitim kultorološkim, povijesnim, arheološkim, prirodnim lokalitetima što ga čini jednim od najljepših mjesta na ovom području.
Krković se od 1991. do 1995. godine nalazio pod srpskom okupacijom, tj. bio je u sastavu SAO Krajine.

## Gospodarstvo
Gospodarstvo nije osobito razvijeno, ali njeguju se primarne gospodarske djelatnosti.

## Poznate osobe
- fra Ante Branko Periša (Krković, 14. X. 1953.) akademski slikar, Accademia delle Belle Arti, Rim 1986.
- Goran Višnjić, glumac, u Krkoviću proveo dobar dio djetinjstva, kod bake Mare i djeda Ante Bilića
- dr sc. Ante Periša, (Krković, 1971.), znanstvenik, prevoditelj i esejist. Doktorirao na Sveučilištu u Beču 2002. Docent na Sveučilištu u Zadru.[4]
- dr.sc. Iva Bilić Čače, dr.med, neonatolog, docentica na Medicinskom fakultetu Sveučilišta u Rijeci

## Spomenici i znamenitosti
- Mjesna crkva Svih Svetih, izgrađena početkom XIII st., 1986. obnovljena. U vrijeme Domovinskog rata do temelja srušena, nakon rata obnovljena u istoj veličini i obliku.

- U Krkoviću se nalaze dva značajna arheološka lokaliteta:

Dobro očuvano goblje iz paleolitika na lokalitetu Pećane i
ostaci naseobine iz impresso faze starijeg neolitika, lokalitet Vrbica (Lastve)
Lokaliteti su nedovoljno (tangentalno) istraženi.
Ovi lokaliteti zaslužuju detaljnije istraživanje i zaštitu, te mjesto u turističkim biltenima ovog dijela Dalmacije.        
- Iz sela puca pogled na Bribirsku Glavicu, udaljenu svega 3 km, na kojoj je smješten Bribir, naselje u kojem su, u kasnom srednjem vijeku, stolovali Šubići (Kneževi Bribiski). Bribir u vrijeme Šubića i danas, Berbera u vrijeme cara Konstantina VII. Porfirogeneta (X.st), a Varvarija u vrijeme antike kada je bila i sjedište jedne od 14 liburnijskih županija (municipia).

- Nacionalni park Krka

## Obrazovanje
U Krkoviću se odvija osnovnoškolska nastava u Osnovnoj školi Krković

## Šport
U selu djeluje Malonogometni klub Durbin Krković

## Vanjske poveznice
- Web portal sela Krković

|  | Portal Hrvatske – Pristup člancima s tematikom o Hrvatskoj. |